# 恒基王
恒基王（つねもとおう、生年不詳 - 元慶7年12月11日（884年1月12日））は、平安時代前期の皇族。官位は従四位上・山城権守。

## 経歴
系譜は明らかでないが、桓武天皇から仁明天皇までのいずれかの天皇の孫と考えられる。
二世王の蔭位により无位から従四位下に直叙されたのち、陽成朝において元慶2年（878年）の例幣、元慶5年（881年）前斎宮（識子内親王）迎来と、二度に亘って伊勢大神宮に派遣されている。のち、山城権守に任ぜられると、元慶7年（883年）正月には従四位上に昇叙されるが、同年12月11日卒去。最終官位は従四位上行山城権守。

## 官歴
『日本三代実録』による。
- 時期不詳：従四位下
- 元慶2年（878年） 11月1日：見散位
- 元慶5年（881年） 正月28日：見散位
- 時期不詳：山城権守
- 元慶7年（883年） 正月7日：従四位上。12月11日：卒去（従四位上行山城権守）